# Posada dels Olors

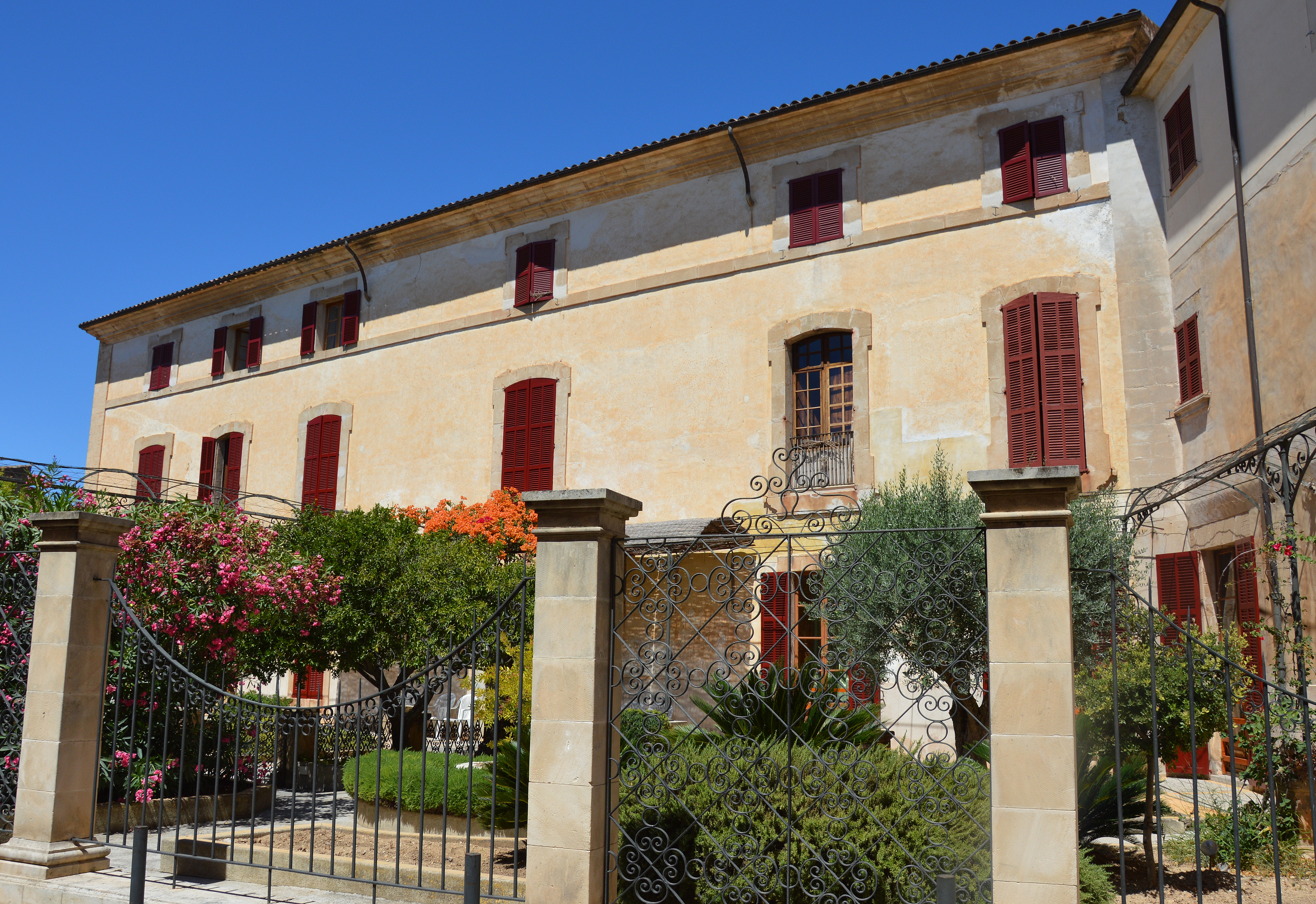
Posada dels Olors

Posada dels Olors ist ein ehemaliges Herrenhaus in der spanischen Gemeinde Artà im nordöstlichen Teil der Mittelmeerinsel Mallorca. Es wird als Seniorenheim genutzt.

## Lage
Das Gebäude befindet sich im nordwestlichen Teil der Altstadt von Artà, auf der Westseite der Straße Carrer del Pou Nou. Straßenseitig ist dem Gebäude ein Garten vorgelagert.

## Architektur und Geschichte
Es entstand im 17. Jahrhundert und wurde mehrfach umgebaut. Es diente lange als Residenz der einflussreichen Familie Font dels Olors. Sein heutiges Erscheinungsbild beruht auf Umbauten im 19. Jahrhundert, die die Macht der Familie demonstrieren sollten. Der dreigeschossige Bau ist in zwei Gebäudeteile gegliedert. Der zwischen den Gebäudeteilen bestehende Innenhof wurde in einen Garten umgewandelt. An der Fassade findet sich das Wappen der Familie. Auf dem hinteren Teil des Grundstücks befindet sich ein in einen weiteren Garten umgewandelter Patio mit mehreren alten Zisternen. 
Das Gebäude gelangt dann später durch eine Schenkung der Eigentümerin an die Stadt Artà, die es als städtisches Seniorenheim nutzt.